# Мюкеріккю
Мюкері́ккю (рос. Мюкериккю) — невеликий скелястий острів у Ладозькому озері, частина Західного архіпелагу. Територіально належить до Лахденпохського району Карелії, Росія.
Острів витягнутий з північного сходу на південний захід на 1,4 км, ширина до 0,6 км. Острів являє собою скелю, висотою 23 м. Біля південного краю розташовані ще 2 дрібних острова-скелі.